# سياسة اليابان المائية
حققت عمليات إمدادات المياه والصرف الصحي في اليابان عدة إنجازات على الرغم من بعض التحديات والصعوبات التي واجهتها. إذ حققت اليابان إمكانية الوصول الشامل إلى إمدادات المياه والصرف الصحي، إذ تمتلك الآن أدنى مستويات الخسائر فيما يتعلق بتوزيع المياه في العالم، وتتجاوز المعايير الصارمة الخاصة بنوعية مياه الشرب ومياه الفضلات المُعالَجة وتستخدم اليابان نظامًا وطنيًا فعالًا لقياس الأداء في مجال المياه والصرف الصحي، كما تستخدم على نطاق واسع تقنيات متقدمة مثل نظام جوكاسو للصرف الصحي، إذ أدارت اليابان دفع تكاليف خدمات النظام الإيكولوجي قبل أن يتم صياغة هذا المصطلح على المستوى الدولي. ومن بين التحديات التي تواجهها: تناقص عدد السكان وانخفاض الاستثمار والقيود المالية ومشاكل متعلقة بقِدَم المرافق الصحية، والأعمار الكبيرة للقوى العاملة وتجزئة توفير الخدمات بين آلاف المرافق البلدية وضعف بعض المناطق من البلد إزاء حالات الجفاف التي من المتوقع أن تزداد نسبتها بسبب تغير المناخ.

## الوصول وجودة الخدمة
يُعتبر أمر الوصول إلى مصدر مياه الشرب المُحسَّن أمرًا شائعًا في اليابان. إذ يتلقى 97% من السكان إمدادات من المياه عن طريق الأنابيب من المرافق العامة و 3% من الآبار الخاصة بهم أو من الأنظمة الصغيرة غير المشتركة وهذا شائع أكثر في المناطق الريفية بشكل أساسي.
يُعدّ أيضًا الحصول على مرافق صحية مُحسَّنة أمرًا شائعّا في اليابان، وذلك إما عن طريق المجاري أو المرافق الصحية. تعالج مياه الصرف المجمّعة في محطات المعالجة الثانوية. يتم التعامل مع جميع النفايات السائلة التي يتم تصريفها إلى كتل مائية مغلقة أو شبه مغلقة، مثل خليج طوكيو أو خليج أوساكا أو بحيرة بيوا. وينطبق هذا على نحو 15% من مياه الصرف. يبلغ مستوى النفايات السائلة ما يقارب 3–10 ملغ/لتر في مؤشر طلب الأكسجين البيوكيميائي، وهي أقل بكثير من المستوى الوطني للنفايات السائلة الذي يبلغ 20 ملغ/لتر.

## موارد المياه واستخداماتها

### موارد المياه والتغير المناخي
في حين أن اليابان ليست من البلدان التي تعاني من نقص المياه، فإن توافر المياه يتفاوت بدرجة كبيرة بين السنوات والمواسم والمناطق ما يؤدي إلى نقص ملحوظ وخطير في المياه. خلال الفترة بين عامي 1971-2000، بلغت الموارد المائية في اليابان 420 كم3 سنويًا، بمعدل 300 3 م3 لحصة الفرد وهو بذلك أقل من المتوسط العالمي. على ساحل المحيط الهادئ حيث يعيش أغلب اليابانيين، يسقط نحو 70% إلى 80% من الأمطار خلال أربعة أشهر فقط، وتعصف الرياح الموسمية الصيفية من يونيو إلى يوليو أما ذروة الأعاصير تمتد من أغسطس إلى سبتمبر. وعلى ساحل البحر الشرقي، تؤدي الرياح الموسمية الشتوية إلى تساقط الثلوج بكثافة خلال فترة تمتد من ديسمبر إلى فبراير. تحدث موجات جفاف محلية كل 10 سنوات تقريبًا في اليابان، بالإضافة إلى موجات جفاف إقليمية أكثر تتكرر كل فترة. خلال فترة الجفاف التي حدثت عام 1994، تعين تقييد أنابيب إمدادات المياه الخاصة بنحو 16 مليون نسمة. من المتوقع أن تزداد حدة الجفاف بسبب تغير المناخ، الأمر الذي سيقلل من كمية المياه المخزنة على شكل ثلج ويزيد عملية التبخر في الخزانات ويخفض من نسبة هطول الأمطار. معظم المياه المُستخدمة في المنازل تأتي من المياه السطحية، ونحو 45% من الإجمالي من خزانات توليد المياه في السدود، في حين 27% منها مباشرة من الأنهار و1% من البحيرات و4% من قاع النهر و77% في الإجمال من المياه السطحية. إن 23% من إمدادات المياه المحلية تأتي من المياه الجوفية، التي تُستغل بشكل مفرط في عدة أجزاء من البلاد.

### تخزين المياه
على الرغم من وجود أكثر من 2500 سد في اليابان، فإن إجمالي مخزونها منخفض لأن الأنهار قصيرة ومنحدرة. يبلغ إجمالي التخزين النشط لجميع السدود 20 كيلومتر مكعب فقط، وهو ما يعادل نسبة أقل من سعة التخزين في سد هوفر. بالإضافة إلى ذلك، للبحيرات وظيفة تخزين أساسية، ويتم تنظيم مستويات المياه من خلال السدود. تُعدّ بحيرة بيوا أكبر بحيرة إذ توفر مياه الشرب لأكثر من 15 مليون شخص في منطقة كيهانشين (كيوتو-أوساكا-كوب) الحضرية.

### استخدام المياه
تُقدَّر نسبة استهلاك المياه نحو 83.5 كم3، أو 20% من نسبة توفير المياه في المتوسط السنوي. غير أن هناك تباينات كبيرة في معدلات الاستخدام بين السنوات والمناطق. على سبيل المثال، في الجزء الساحلي من منطقة كانتو التي تضم العاصمة طوكيو، يزيد معدل الاستخدام عن 90% في العام الجاف. وفي شمال منطقة كيوشو، الجاف نسبيًا، يزيد هذا الرقم عن 50%. تبلغ حصة الزراعة من إجمالي الاستخدام نحو 55.2 كيلو متر مكعب، و16.2 كيلو متر مكعب للاستخدام المنزلي، و12.1 كيلو متر مكعب للاستخدام الصناعي. على الرغم من إدخال أجهزة توفير المياه، فإن نصيب الفرد من الاستخدام المحلي لم ينخفض إلا قليلًا من 322 لتر في اليوم عام 2000 إلى 314 في عام 2004. وبالتالي فإن نصيب الفرد من استخدام المياه يقل إلى حدّ ما عن نظيره في الولايات المتحدة (371 لتر في عام 2005). وأكثر من ضعف ما في ألمانيا (122 لتر في عام 2007) أو في إنجلترا (145 لتر في عام 2009).

### جودة المياه
على الرغم من أن جودة مياه الشرب ومياه الصرف الصحي التي تُفرَّغ في المجاري المائية المفتوحة عادةً ما تتجاوز المعايير الوطنية، إلا أن المياه في الأنهار والبحيرات ما زالت غير ملائمة تمامًا للمعايير البيئية. على سبيل المثال، كان معدل بلوغ المعايير البيئية 87% في عام 2005، ولكن في البحيرات والمستنقعات كان المعدل 50% فقط.

## البُنى التحتية والتقنيات المُستَخدمة

### إمدادات المياه
عادةّ ما تُصنع أنابيب توزيع المياه الجديدة من الحديد الزهر المرن وتُصنع أنابيب الخدمة من الفولاذ المقاوم للصدأ. وقد زادت حصة الأنابيب المصنوعة من هذه المواد من 40% عام 1980 إلى 100% لكليهما في عام 2006. يُنظر إلى التغير في المواد الأنبوبية باعتباره عاملًا رئيسيًا في الحد من فقدان المياه إلى واحد من أدنى المستويات في العالم. عادةً ما تتم معالجة المياه عن طريق الترشيح الرملي السريع (76%)، في حين أن 20% من مرافق المياه تقوم فقط بتطهير المياه دون أي معالجة إضافية. تعتمد المرافق بصورة متزايدة أساليب متقدمة لمعالجة المياه مثل الكربون النشط وتطهير الأوزون وتعرية الهواء.

### الصرف الصحي
فيما يتعلق بالصرف الصحي، من بين 1896 من أنظمة الصرف الصحي، 1873 منها تعتمد أنظمة مجاري منفصلة (بين المجاري الصحية وخزانات التجميع )، إذ 23 فقط من شبكات الصرف الصحي مرتبطة ببعضها بنظام واحد. وفي عام 2002، وصل نحو 75 مليون شخص بهذا النظام، وعالج 35 مليون شخص المياه المستعملة بأجهزة معالجة مياه الصرف الصغيرة التي تسمى جوكاسو، وهي شائعة في المناطق غير التابعة لنظام الصرف المشترك. كما يوجد نظام جوكاسو الذي يُنظّم أعمال البناء والتركيب والتفتيش والإصلاح. يستخدم نظام جوكاسو تقنيات مختلفة لخدمة أحجام مختلفة من المباني والمنازل السكنية الفردية بالإضافة إلى المباني المرتفعة أو المباني العامة أو التجارية. يمكن إعادة استخدام المياه المُعالجة بسهولة لأغراض مختلفة مثل شطف المرحاض أو حدائق المياه أو غسل السيارات. كما يمكن استخدام الرواسب منها كمخصبات. لدى الحكومة أيضًا برنامج خاص لدعم إنشاء أنظمة جوكاسو أخرى. حاولت اليابان نقل هذه التكنولوجيا إلى الصين وإندونيسيا.